# Pilão Arcado
Pilão Arcado is een gemeente in de Braziliaanse deelstaat Bahia. De gemeente telt 34.466 inwoners (schatting 2009). De plaats ligt bij de rivier de São Francisco aan het begin van het stuwmeer bij Sobradinho.

## Aangrenzende gemeenten
De gemeente grenst aan Barra, Buritirama, Campo Alegre de Lourdes, Remanso, Sento Sé, Xique-Xique, Avelino Lopes (PI), Guaribas (PI) en Morro Cabeça no Tempo (PI).

## Verkeer en vervoer
De plaats ligt aan de wegen BA-161 en BA-752.